# James W. Christy
Pour les articles homonymes, voir Christy.
James Walter Christy (né en 1938) est un astronome américain.
Alors qu'il travaillait à l'Observatoire naval des États-Unis, il découvrit le 22 juin 1978 que Pluton possédait une lune, qui fut baptisée Charon.
La découverte fut faite en examinant soigneusement un agrandissement d'une plaque photographique de Pluton et en observant qu'il y avait une très faible bosse sur un côté. Cette plaque et d'autres avaient été classées "médiocre" car l'image allongée de Pluton était supposée être un défaut provenant d'une mise au point défectueuse. Cependant, Christy remarqua judicieusement que seul Pluton était allongé — les étoiles d'arrière-plan ne l'étaient pas.
Les activités antérieures de Christy à l'Observatoire naval incluaient la photographie d'étoiles doubles, aussi il lui vint à l'esprit que cette bosse pourrait être un compagnon de Pluton. Après avoir examiné des images provenant des archives de l'observatoire remontant jusqu'en 1965, il conclut que la bosse était à coup sûr une lune.
La preuve photographique fut considérée convaincante mais non concluante : il était également possible que la bosse soit due à une montagne géante sur Pluton. Cependant, à partir de l'orbite calculée de Charon, une série d'éclipses mutuelles de Pluton et de Charon furent prédites et observées, confirmant la découverte.
Curieusement, les plaques de 1965 comportaient un commentaire "image de Pluton allongée", mais les astronomes de l'observatoire, dont Christy, supposèrent jusqu'en 1978 que les plaques étaient défectueuses.
Dans des télescopes plus récents, tels que le télescope spatial Hubble ou des télescopes terrestres équipés d'une optique adaptative, des images séparées de Pluton et de Charon peuvent être obtenues très aisément.
L'astéroïde (129564) Christy porte son nom.